# Кошелевка (Пензенская область)
Ко́шелевка — село в Спасском районе Пензенской области России. Административный центр Кошелевского сельсовета.

## География
Село находится в северо-западной части Пензенской области, в лесостепной зоне, в пределах северной окраины Керенско-Чембарской возвышенности, к востоку от автотрассы М5, на расстоянии примерно 3 км (по прямой) к юго-востоку от Спасска, административного центра района. Абсолютная высота — 194 м над уровнем моря.

### Климат
Климат характеризуется как умеренно континентальный, с холодной зимой и умеренно жарким летом. Среднегодовая температура — 3,7 °C. Средняя температура воздуха самого холодного месяца (января) составляет −12 °C (абсолютный минимум — −45 °C); самого тёплого месяца (июля) — 19,1 °C (абсолютный максимум — 38 °С). Безморозный период длится 130 дней. Годовое количество атмосферных осадков — 538 мм, из которых большая часть выпадает в период с апреля по октябрь. Снежный покров держится в среднем 136 дней.

## Население
| 1858 | 1882 | 1897 | 1913  | 1926  | 1930  | 1939 |
| ---- | ---- | ---- | ----- | ----- | ----- | ---- |
| 105  | ↗125 | ↗879 | ↗1129 | ↗1263 | ↗1395 | ↘854 |
| 1959 | 1979 | 1989 | 1996  | 2002  | 2010  |      |
| ↘547 | ↘425 | ↗432 | ↗453  | ↗470  | ↘452  |      |

### Национальный состав
Согласно результатам переписи 2002 года, в национальной структуре населения русские составляли 95 % из 470 чел.